# Bonbon-díj
A Bonbon-díj a Magyar Rádió 1998-ban alapított díja, amelyet évente ítéltek oda azoknak a művészeknek – íróknak, humoristáknak, színészeknek –, akik előző évben a Rádiókabaré műsorfolyamában a legtöbbet tették a hallgatók szórakoztatásáért. A díj a Herendi Porcelánmanufaktúra Zrt. Apponyi-mintás desszerttartója (bonbonniére-je) és egy 120 grammos, aranyozott ezüst bonbon. A korábban már díjazottak egy újabb ezüstbonbont kaptak elismerésül, amely szintén a bonbonniére-be került. A díj Kondor Ernő Bonbonniére kabaré nevű nagykörúti, a mai Művész mozi helyén működött mulatójára emlékeztet, amelyet a magyar kabaré szülőhelyének tekintenek, kabarékonferansziéként itt lépett fel először Nagy Endre.

## Díjazottak
- 1998: Bajor Imre, Bán Zoltán, Fábry Sándor, Farkasházy Tivadar, Gábor László, Hofi Géza, Kern András, Koltai Róbert, Majláth Mikes László, Megyesi Gusztáv, Nagy Bandó András, Nyilas János, Sinkó Péter, Trunkó Barnabás. A díjakat 1998. február 6-án a Művész moziban adta át Hajdu István, a Magyar Rádió elnöke.[1]
- 1999: Bajor Imre, Boncz Géza, Fábry Sándor, Farkasházy Tivadar, Gálvölgyi János, Hofi Géza, Kállai Ferenc, Koltai Róbert, Majláth Mikes László, Megyesi Gusztáv, Nádas György, Sinkó Péter, Tábori Nóra, Trunkó Barnabás. A díjakat 1999. január 21-én a Művész moziban adta át Hajdu István, a Magyar Rádió elnöke.[3]
- 2000: Bajor Imre, Boncz Géza, Éles István, Fábry Sándor, Farkasházy Tivadar, Gálvölgyi János, Heilig Gábor, Hofi Géza, Illés István, Kern András, Majláth Mikes László, Maksa Zoltán, Nádas György, Nagy Bandó András, Sinkó István, Sinkó Péter, Trunkó Barnabás. A díjakat 2000. február 16-án a Művész moziban adta át Hajdu István, a Magyar Rádió elnöke.[4]
- 2001: Bajor Imre, Éles István, Fábry Sándor, Farkasházy Tivadar, Gálvölgyi János, Heilig Gábor, Kerekes Endre, Kern András, Litkai Gergely, Majláth Mikes László, Maksa Zoltán, Nádas György, Nagy Bandó András, Sinkó Péter, Tóth Tibor, Trunkó Barnabás, valamint posztumusz Boncz Géza és Peterdi Pál. A díjakat 2001. január 24-én a Művész moziban adta át Hajdu István, a Magyar Rádió elnöke.[5]
- 2002: Bajor Imre, Éles István, Fábry Sándor, Farkasházy Tivadar, Gálvölgyi János, Kern András, Litkai Gergely, Nádas György, Nagy Bandó András, Sinkó Péter, Tóth Tibor, Trunkó Barnabás. A díjakat 2002. február 14-én a Művész moziban adta át Kondor Katalin, a Magyar Rádió elnöke. A díjazottak közül négyen – Bajor, Farkasházy, Gálvölgyi és Kern – nem jelentek meg a díjátadáson.[6]
- 2003: Bajor Imre, Éles István, Gálvölgyi János, Kern András, Litkai Gergely, Megyesi Gusztáv, Nádas György, Nagy Bandó András, Tóth Tibor, Trunkó Barnabás. A díjakat 2003. február 5-én a Magyar Rádió székházában Sinkó Péter, a Rádiókabaré főszerkesztője, valamint Farkasházy Tivadar, a szilveszteri kabaréműsor szerkesztője adta át.[2]
- 2004: Bajor Imre, Csala Zsuzsa, Éles István, Gálvölgyi János, Litkai Gergely, Megyesi Gusztáv, Trunkó Barnabás. A díjakat 2004. március 28-án a Nagyváradi Állami Színházban, a Rádiókabaré társulatának fellépésén, egyúttal az áprilisi műsor nyilvános főpróbáján adta át Farkasházy Tivadar.[7]
- 2005: Bödőcs Tibor, Haumann Péter, Hernádi Judit, Szalóczi Pál, Varga Ferenc József, Verebes István. A díjakat 2005. március 7-én a Magyar Rádió Márványtermében, gálaműsor keretében adta át Farkasházy Tivadar és Sinkó Péter.[8]
- 2006: Badár Sándor, Bödőcs Tibor, Dolák-Saly Róbert, Fábry Sándor, Maksa Zoltán, Markos György, Nádas György, Sándor György, Varga Ferenc József. A díjakat 2006. március 1-jén a Stefánia Művelődési Központban, a márciusi Rádiókabaré felvétele után adták át.[9]
- 2008: Hadházi László, Vida Péter.[10]

A díjakat átadta a 2009. február 3-i Rádiókabaré felvételen a Stefánia Kultúrpalotában Kerényi György, az MR1-Kossuth Rádió adófőszerkesztője és Sinkó Péter, a Rádiókabaré főszerkesztője.
- 2010: Aradi Tibor, Varga Ferenc József
- 2011: Badár Sándor, Szomszédnéni Produkciós Iroda